# Kupienino
Kupienino – wieś w Polsce położona w województwie lubuskim, w powiecie świebodzińskim, w gminie Świebodzin.
Miejscowość jest położona przy drodze krajowej nr 92 i linii kolejowej Warszawa – Berlin (przystanek kolejowy Kupienino).
W latach 1975–1998 miejscowość administracyjnie należała do województwa zielonogórskiego.

## Historia
Pierwsza uznawana za autentyczną wzmianka o wsi pochodzi z 1286 roku i dotyczy transakcji opata klasztoru w Obrze z komesem Gniewomirem, który za połowę Żodynia otrzymał dziedzictwo "Cupenino". W XIV wieku wieś przeszła na własność rodziny Smolków, a w 1432 roku została nadana przez Henryka IX dla Henryka von Walderode. W połowie XVI wieku protestancka ludność wsi udawała się na nabożeństwa do zboru położonego w Szczańcu, a następnie zajęła kościół katolicki we wsi. Zdecydowana akcja kontrreformacyjna biskupów wrocławskich w 1654 roku, doprowadziła do usunięcia protestanckiego pastora z kościoła katolickiego oraz przyłączenia go do katolickiej parafii w Rzeczycy. Pomimo starań katolickich kapłanów, ludność Kupienina nie porzuciła nowej wiary i po pewnym czasie kościół został ponownie porzucony. Pod koniec XVIII wieku wieś liczyła 237 mieszkaców. Około 1795 roku dobra kupinińskie nabył Ernst Wilhelm Leopold von Sommerfeld, w tym czasie we wsi do majątku dworskiego należał wiatrak, folwark oraz zajmujące ponad 160 ha powierzchni leśnictwo. Wieś w 1821 roku liczyła 200 mieszkańców. Po śmierci von Sommerfelda majątek przejęli jego potomkowie, a następnie za sumę 28 tys. talarów miejscowość nabył Heinrich Wilhelm Paech. Kupienino znalazło się w pobliżu ważniej linii kolejowej w 1870 roku, a rodzina Paechów przyczyniła się do budowy dworca kolejowego. Po II wojnie światowej Kupienino znalazło się granicach Polski i zostało sołectwem w gminie Rzeczyca, w latach 1954–1957 wieś była siedzibą gromady Kupienino, a następnie została włączona go gromady Lubinicko.

## Zabytki
Do wojewódzkiego rejestru zabytków wpisany jest:
- kościół filialny pod wezwaniem św. Henryka, z 1832 roku.